# Valines
Valines település Franciaországban, Somme megyében. Lakosainak száma 638 fő (2022. január 1.). Valines Ochancourt, Chepy, Feuquières-en-Vimeu, Franleu és Nibas községekkel határos.

## Népesség
A település népessége az elmúlt években az alábbi módon változott:
| Lakosok száma | 650  | 635  | 644  | 636  | 637  | 632  | 626  | 621  | 638  |
|               | 2013 | 2015 | 2016 | 2017 | 2018 | 2019 | 2020 | 2021 | 2022 |